# Copa América 2021
Copa América 2021 a fost cea de-a 47-a ediție a Copei América, turneul internațional de fotbal pentru echipele naționale din America de Sud. Competiția, care este organizată de CONMEBOL, organismul de organizare al fotbalului sud-american, a avut loc în Brazilia în perioada 13 iunie - 10 iulie 2021. Turneul a fost inițial programat să se desfășoare în perioada 12 iunie - 12 iulie 2020 în Argentina și Columbia, sub numele de Copa América 2020. La 17 martie 2020, CONMEBOL a anunțat că, din cauza pandemiei de COVID-19 din America de Sud, turneul a fost amânat cu un an, coroborat cu decizia UEFA de a amâna și ea Euro 2020 până în 2021.
La 20 mai 2021, s-a anunțat că turneul nu se va mai organiza în Columbia pe fondul protestelor împotriva președintelui Iván Duque Márquez, iar la 30 mai s-a anunțat că nici Argentina nu va mai organiza turneul din cauza pandemiei de COVID-19. A doua zi, CONMEBOL a confirmat Brazilia ca noua gazdă a turneului.
Brazilia era campioana en-titre, după ce a câștigat al nouălea titlu în 2019, turneu pe care l-a și găzduit. Argentina a câștigat cel de-al 15-lea titlu după ce a învins Brazilia în finală cu 1-0, acesta fiind primul turneu câștigat de Argentina de la ediția din 1993.

## Context
În martie 2017, CONMEBOL ar fi propus ca turneul Copei América să aibă loc în 2020 ca parte a unei modificări de calendar. După ediția din 2019 din Brazilia, turneul care are loc din patru în patru ani va fi mutat din a fi organizat în anii impari în anii pari începând cu 2020, următoarea ediție având loc în 2024, în Statele Unite. Acest lucru ar muta turneul în același an cu Campionatul European de Fotbal, care se desfășoară în anii pari. S-a sugerat că Statele Unite ar putea găzdui turneul, după ce au organizat anterior Copa América Centenario în 2016, care a sărbătorit centenarul CONMEBOL și al Copei América. La 18 septembrie 2018, planurile pentru o modificare a calendarului au fost confirmate de către președintele CONMEBOL, Alejandro Domínguez, după ce a depus o cerere oficială către FIFA.
La 26 octombrie 2018, în cadrul reuniunii Consiliului FIFA de la Kigali, Rwanda, a fost aprobată solicitarea ca turneul Copei América să aibă loc în ani pari, începând cu ediția din 2020. Turneul a fost inițial programat să aibă loc între 12 iunie și 12 iulie 2020, aceleași date ca și Euro 2020. 
La 13 martie 2019, CONMEBOL a anunțat Argentina și Columbia vor fi co-gazde ale evenimentului din 2020, după ce oferta SUA a fost respinsă. Turneul a fost aprobat oficial la 9 aprilie 2019 la Congresul CONMEBOL de la Rio de Janeiro, Brazilia.
La 20 mai 2021, din cauza problemelor de securitate, pe fondul protestelor împotriva guvernului președintelui Iván Duque Márquez, Columbia a fost scoasă de pe lista organizatorilor turneului.

## Stadioane
Guvernul brazilian și Confederația Braziliană de Fotbal au anunțat, la 1 iunie 2021, orașele Brașilia, Goiânia, Cuiabá și Rio de Janeiro ca gazde ale competiției, cu următoarele stadioane pentru meciuri: Maracanã, Mané Garrincha, Pantanal și Olímpico. La 2 iunie, CBF a decis să folosească Nilton Santos ca al doilea stadion din Rio de Janeiro. De asemenea, guvernul va aloca resurse din bugetul federal pentru a oferi sprijinul necesar pentru logistica și securitatea turneului. Mané Garrincha va găzdui deschiderea pe 13 iunie, finala va fi pe Maracanã pe 10 iulie.
| Estádio do Maracanã             | Estádio do Maracanã | Estádio Nilton Santos | Estádio Nilton Santos |
| Capacitate: 78.838              | Capacitate: 78.838  | Capacitate: 46.931    | Capacitate: 46.931    |
|                                 |                     |                       |                       |
| Brasília                        | Cuiabá              | Cuiabá                | Goiânia               |
| Estádio Nacional Mané Garrincha | Arena Pantanal      | Arena Pantanal        | Estádio Olímpico      |
| Capacity: 72.788                | Capacitate: 44.000  | Capacitate: 44.000    | Capacity: 13.500      |
|                                 |                     |                       |                       |

## Echipe
Toate cele zece echipe naționale CONMEBOL vor participa la competiție, împărțite în două zone geografice pentru etapa grupelor.
În iunie 2019, Consiliul CONMEBOL a aprobat oficial participarea Australiei și Qatarului ca echipe invitate, aceasta din urmă, Qatar, fiind echipa care a câștigat Cupa Asiei AFC la ediția din 2019. Australia și-ar fi făcut debutul în Copa América, în timp ce Qatar ar fi participat pentru a doua oară, după participarea la ediția anterioară. Cu toate acestea, la 23 februarie 2021 federațiile de fotbal din Australia și Qatar au anunțat că se retrag din turneu, din cauza amânării restului meciurilor de calificare din Asia pentru Campionatul Mondial de Fotbal din 2022 în iunie 2021. În urma retragerilor un purtător de cuvânt al CONMEBOL a adăugat că, dacă nu vor fi găsite echipe înlocuitoare, turneul se va juca cu zece echipe (lucru care s-ar întâmpla pentru prima dată din 1991).
| CONMEBOL Zona Nord - Brazilia - Columbia - Ecuador - Peru - Venezuela | CONMEBOL Zona Sud - Argentina - Bolivia - Chile - Paraguay - Uruguay |

## Tragerea la sorți
Alocarea echipelor, împărțite în zona de nord și zona de sud, a fost anunțată la 9 aprilie 2019. Tragerea la sorți ale grupelor a avut loc la 3 decembrie 2019, ora 19:30 (UTC−5), la Cartagena. Co-gazdele originale Argentina și Columbia au fost repartizate automat pe pozițiile A1 și respectiv B1. După tragere, zonele pentru cele două națiuni invitate și pozițiile echipelor din grupe au fost după cum urmează:
| Pos | Echipa    |
| --- | --------- |
| A1  | Argentina |
| A2  | Australia |
| A3  | Bolivia   |
| A4  | Uruguay   |
| A5  | Chile     |
| A6  | Paraguay  |

| Pos | Echipa    |
| --- | --------- |
| B1  | Columbia  |
| B2  | Brazilia  |
| B3  | Qatar     |
| B4  | Venezuela |
| B5  | Ecuador   |
| B6  | Peru      |

## Faza grupelor
Programul inițial și orele de start ale meciurilor au fost anunțate la 3 decembrie 2019 și respectiv la 4 martie 2020. La 17 martie 2020, turneul a fost amânat până în 2021, iar noul program a fost anunțat la 13 august 2020. În urma retragerilor echipelor Qatar și Australia, programul a fost scurtat și a fost anunțat la 15 martie 2021. Programul final al meciurilor din Brazilia a fost anunțat la 2 iunie 2021.
Toate orele meciurilor sunt în BRT (UTC−3), așa cum sunt prezentate de CONMEBOL. Cuiabá se află într-un alt fus orar, AMT (UTC−4), aceasta fiind data și ora locală.
Primele patru echipe din fiecare grupă vor avansa în sferturile de finală.
Departajări
Clasamentul echipelor în etapa grupelor este determinat după cum urmează (Articolul 10.6 din regulament):
1. Puncte obținute în toate meciurile din grupă (trei puncte pentru o victorie, unul pentru egalitate, niciunul pentru o înfrângere);
2. Diferența de goluri în toate meciurile din grupă;
3. Numărul de goluri marcate în toate meciurile de grupă;
4. Punctele obținute în meciurile disputate între echipele aflate la egalitate de puncte;
5. Diferența de goluri în meciurile jucate între echipele aflate la egalitate de puncte;
6. Numărul de goluri marcate în meciurile disputate între echipele aflate la egalitate de puncte;
7. Punctele de fair-play în toate meciurile din grupă (o singură deducere ar putea fi aplicată unui jucător într-un singur meci):
  1. Cartonaș galben: -1 puncte;
  2. Cartonaș roșu indirect (al doilea cartonaș galben): −3 puncte;
  3. Cartonaș roșu direct: −4 puncte;
  4. Cartonaș galben și cartonaș roșu direct: −5 puncte;
8. Tragerea la sorți.

### Grupa A (Zona Sud)
| Loc | Echipă    | MJ | V | E | Î | GM | GP | G  | P  | Calificare                      |
| --- | --------- | -- | - | - | - | -- | -- | -- | -- | ------------------------------- |
| 1   | Argentina | 4  | 3 | 1 | 0 | 7  | 2  | +5 | 10 | Calificare în faza eliminatorie |
| 2   | Uruguay   | 4  | 2 | 1 | 1 | 4  | 2  | +2 | 7  | Calificare în faza eliminatorie |
| 3   | Paraguay  | 4  | 2 | 0 | 2 | 5  | 3  | +2 | 6  | Calificare în faza eliminatorie |
| 4   | Chile     | 4  | 1 | 2 | 1 | 3  | 4  | -1 | 5  | Calificare în faza eliminatorie |
| 5   | Bolivia   | 4  | 0 | 0 | 4 | 2  | 10 | -8 | 0  |                                 |

| Argentina | 1-1    | Chile      |
| --------- | ------ | ---------- |
| Messi 33' | Raport | Vargas 57' |

| Paraguay                                  | 3-1    | Bolivia             |
| ----------------------------------------- | ------ | ------------------- |
| - Romero Gamarra 62' - Á. Romero 65', 80' | Raport | Saavedra 10' (pen.) |

| Chile        | 1-0    | Bolivia |
| ------------ | ------ | ------- |
| Brereton 10' | Raport |         |

| Argentina     | 1-0    | Uruguay |
| ------------- | ------ | ------- |
| Rodríguez 13' | Raport |         |

| Uruguay      | 1-1    | Chile      |
| ------------ | ------ | ---------- |
| Vidal 66'(a) | Raport | Vargas 26' |

| Argentina | 1-0    | Paraguay |
| --------- | ------ | -------- |
| Gomez 10' | Raport |          |

| Bolivia | 0-2    | Uruguay                          |
| ------- | ------ | -------------------------------- |
|         | Raport | - Quinteros 40' (a) - Cavani 79' |

| Chile | 0-2    | Paraguay                           |
| ----- | ------ | ---------------------------------- |
|       | Raport | - Samudio 33' - Almirón 58' (pen.) |

| Uruguay             | 1-0    | Paraguay |
| ------------------- | ------ | -------- |
| - Cavani 21' (pen.) | Raport |          |

| Bolivia        | 1-4    | Argentina                                             |
| -------------- | ------ | ----------------------------------------------------- |
| - Saavedra 60' | Raport | - Gómez 6' - Messi 33' (pen.), 42' - La. Martínez 65' |

### Grupa B (Zona Nord)
| Loc | Echipă    | MJ | V | E | Î | GM | GP | G  | P  | Calificare                      |
| --- | --------- | -- | - | - | - | -- | -- | -- | -- | ------------------------------- |
| 1   | Brazilia  | 4  | 3 | 1 | 0 | 10 | 2  | +8 | 10 | Calificare în faza eliminatorie |
| 2   | Peru      | 4  | 2 | 1 | 1 | 5  | 7  | -2 | 7  | Calificare în faza eliminatorie |
| 3   | Columbia  | 4  | 1 | 1 | 2 | 3  | 4  | -1 | 4  | Calificare în faza eliminatorie |
| 4   | Ecuador   | 4  | 0 | 3 | 1 | 5  | 6  | -1 | 3  | Calificare în faza eliminatorie |
| 5   | Venezuela | 4  | 0 | 2 | 2 | 2  | 6  | -4 | 2  |                                 |

| Brazilia                                           | 3-0    | Venezuela |
| -------------------------------------------------- | ------ | --------- |
| - Marquinhos 23' - Neymar 64' (pen.) - Barbosa 89' | Raport |           |

| Columbia    | 1-0    | Ecuador |
| ----------- | ------ | ------- |
| Cardona 42' | Raport |         |

| Columbia | 0-0    | Venezuela |
| -------- | ------ | --------- |
|          | Raport |           |

| Brazilia                                                         | 4-0    | Peru |
| ---------------------------------------------------------------- | ------ | ---- |
| - Alex Sandro 12' - Neymar 68' - Ribeiro 89' - Richarlison 90+3' | Raport |      |

| Venezuela                        | 2-2    | Ecuador                        |
| -------------------------------- | ------ | ------------------------------ |
| - Castillo 51' - Hernández 90+1' | Raport | - Ay. Preciado 39' - Plata 71' |

| Columbia         | 1-2    | Peru                      |
| ---------------- | ------ | ------------------------- |
| Borja 53' (pen.) | Raport | - Peña 17' - Mina 64' (a) |

| Ecuador                              | 2-2    | Peru                          |
| ------------------------------------ | ------ | ----------------------------- |
| - Tapia 23' (a) - Ay. Preciado 45+3' | Raport | - Lapadula 49' - Carrillo 54' |

| Brazilia                        | 2-1    | Columbia   |
| ------------------------------- | ------ | ---------- |
| - Firmino 78' - Casemiro 90+10' | Raport | - Díaz 10' |

| Brazilia      | 1-1    | Ecuador    |
| ------------- | ------ | ---------- |
| - Militão 37' | Raport | - Mena 53' |

| Venezuela | 0-1    | Peru           |
| --------- | ------ | -------------- |
|           | Raport | - Carrillo 48' |

## Faza eliminatorie
|  | Sferturi de finală       | Sferturi de finală       |                           |       | Semifinale  | Semifinale         |                    |  | Finală | Finală |
|  |                          |                          |                           |       |             |                    |                    |  |        |        |
|  | 3 iulie – Brasilia       |                          |                           |       |             |                    |                    |  |        |        |
|  |                          |                          |                           |       |             |                    |                    |  |        |        |
|  | Argentina                | 3                        |                           |       |             |                    |                    |  |        |        |
|  | Argentina                | 3                        | 6 iulie – Brasilia        |       |             |                    |                    |  |        |        |
|  | Ecuador                  | 0                        |                           |       |             |                    |                    |  |        |        |
|  | Ecuador                  | 0                        | Argentina (pen.)          | 1 (3) |             |                    |                    |  |        |        |
|  | 3 iulie – Goiânia        |                          | Argentina (pen.)          | 1 (3) |             |                    |                    |  |        |        |
|  |                          |                          | Columbia                  | 1 (2) |             |                    |                    |  |        |        |
|  | Uruguay                  | 0 (2)                    | Columbia                  | 1 (2) |             |                    |                    |  |        |        |
|  | Uruguay                  | 0 (2)                    | 10 iulie – Rio de Janeiro |       |             |                    |                    |  |        |        |
|  | Columbia (pen.)          | 0 (4)                    |                           |       |             |                    |                    |  |        |        |
|  | Columbia (pen.)          | 0 (4)                    | Argentina                 | 1     |             |                    |                    |  |        |        |
|  | 2 iulie – Rio de Janeiro |                          | Argentina                 | 1     |             |                    |                    |  |        |        |
|  |                          | Brazilia                 | 0                         |       |             |                    |                    |  |        |        |
|  | Brazilia                 | Brazilia                 | 0                         | 1     |             |                    |                    |  |        |        |
|  | Brazilia                 | 5 iulie – Rio de Janeiro |                           | 1     |             |                    |                    |  |        |        |
|  | Chile                    | 0                        |                           |       |             |                    |                    |  |        |        |
|  | Chile                    | 0                        | Brazilia                  | 1     | Third place | Third place        |                    |  |        |        |
|  | 2 iulie – Goiânia        |                          | Brazilia                  | 1     | Third place | Third place        |                    |  |        |        |
|  |                          |                          | Peru                      | 0     |             | 9 iulie – Brasilia | 9 iulie – Brasilia |  |        |        |
|  | Peru (pen.)              | 3 (4)                    | Peru                      | 0     |             | 9 iulie – Brasilia | 9 iulie – Brasilia |  |        |        |
|  | Peru (pen.)              | 3 (4)                    |                           |       | Columbia    | 3                  |                    |  |        |        |
|  | Paraguay                 | 3 (3)                    |                           |       | Columbia    | 3                  |                    |  |        |        |
|  | Paraguay                 | 3 (3)                    | Peru                      | 2     |             |                    |                    |  |        |        |
|  |                          |                          |                           | 2     |             |                    |                    |  |        |        |

### Sferturi de finală
| Peru                                                 | 3-3 (d.p.) | Paraguay                                                              |
| ---------------------------------------------------- | ---------- | --------------------------------------------------------------------- |
| - Gómez 21' (o.g.) - Lapadula 40' - Yotún 80'        | Raport     | - Gómez 11' - Alonso 54' - Ávalos 90'                                 |
| - Lapadula - Yotún - Ormeño - Tapia - Cueva - Trauco | 4–3        | - Á. Romero - Alonso - Martínez - Samudio - Piris Da Motta - Espínola |

| Brazilia      | 1-0    | Chile |
| ------------- | ------ | ----- |
| - Paquetá 46' | Raport |       |

| Uruguay                            | 0-0 (d.p.) | Columbia                          |
| ---------------------------------- | ---------- | --------------------------------- |
|                                    | Raport     |                                   |
| - Cavani - Giménez - Suárez - Viña | 2–4        | - Zapata - Sánchez - Mina - Borja |

| Argentina                                      | 3-0    | Ecuador |
| ---------------------------------------------- | ------ | ------- |
| - De Paul 40' - La. Martínez 84' - Messi 90+3' | Raport |         |

#### Semifinale
| Brazilia      | 1-0    | Peru |
| ------------- | ------ | ---- |
| - Paquetá 35' | Raport |      |

| Argentina | 1-1    | Columbia |
| --------- | ------ | -------- |
|           | Raport |          |

#### Meciul pentru locurile 3-4
| Columbia                         | 3-2    | Peru                       |
| -------------------------------- | ------ | -------------------------- |
| - Cuadrado 49' - Díaz 66', 90+4' | Raport | - Yotún 45' - Lapadula 82' |

#### Finala
| Argentina      | 1-0    | Brazilia |
| -------------- | ------ | -------- |
| - Di María 22' | Raport |          |

## Statistici

### Golgeteri
Au fost marcate 65 de goluri în 28 de meciuri, cu o medie de 2,32 de goluri pe meci.
4 goluri
- Lionel Messi
- Luis Díaz

3 goluri
- Lautaro Martínez
- Gianluca Lapadula

2 goluri
- Alejandro Gómez
- Erwin Saavedra
- Neymar
- Lucas Paquetá
- Eduardo Vargas
- Ayrton Preciado
- Ángel Romero
- André Carrillo
- Yoshimar Yotún
- Edinson Cavani

1 gol
- Rodrigo De Paul
- Ángel Di María
- Guido Rodríguez
- Gabriel Barbosa
- Casemiro
- Roberto Firmino
- Marquinhos
- Éder Militão
- Éverton Ribeiro
- Richarlison
- Alex Sandro
- Ben Brereton
- Miguel Borja
- Edwin Cardona
- Juan Cuadrado
- Ángel Mena
- Gonzalo Plata
- Miguel Almirón
- Júnior Alonso
- Gabriel Ávalos
- Gustavo Gómez
- Alejandro Romero Gamarra
- Braian Samudio
- Sergio Peña
- Luis Suárez
- Edson Castillo
- Ronald Hernández

1 autogol
- Jairo Quinteros (cu Uruguay)
- Yerry Mina (cu Peru)
- Gustavo Gómez (cu Peru)
- Renato Tapia (cu Ecuador)

### Meciuri fără gol primit
4 meciuri
- Emiliano Martínez

3 meciuri
- Ederson Moraes
- David Ospina
- Fernando Muslera

1 meci
- Alisson
- Claudio Bravo
- Antony Silva
- Pedro Gallese
- Wuilker Faríñez

### Clasamentul final
Conform convenției statistice în fotbal, meciurile decise în prelungiri au fost considerate victorii și înfrângeri, în timp ce meciurile decise la loviturile de departajare au fost considerate egaluri.
| Loc | Echipa    | MJ | V | E | Î | GM | GP | DG | Pct | Final result                    |
| --- | --------- | -- | - | - | - | -- | -- | -- | --- | ------------------------------- |
| 1   | Argentina | 7  | 5 | 2 | 0 | 12 | 3  | +9 | 17  | Campioana                       |
| 2   | Brazilia  | 7  | 5 | 1 | 1 | 12 | 3  | +9 | 16  | Vice-campioana                  |
| 3   | Columbia  | 7  | 2 | 3 | 2 | 7  | 7  | 0  | 9   | Locul 3                         |
| 4   | Peru      | 7  | 2 | 2 | 3 | 10 | 14 | −4 | 8   | Locul 4                         |
|     |           |    |   |   |   |    |    |    |     |                                 |
| 5   | Uruguay   | 5  | 2 | 2 | 1 | 4  | 2  | +2 | 8   | Eliminată în Sferturi de finală |
| 6   | Paraguay  | 5  | 2 | 1 | 2 | 8  | 6  | +2 | 7   | Eliminată în Sferturi de finală |
| 7   | Chile     | 5  | 1 | 2 | 2 | 3  | 5  | −2 | 5   | Eliminată în Sferturi de finală |
| 8   | Ecuador   | 5  | 0 | 3 | 2 | 5  | 9  | −4 | 3   | Eliminată în Sferturi de finală |
|     |           |    |   |   |   |    |    |    |     |                                 |
| 9   | Venezuela | 4  | 0 | 2 | 2 | 2  | 6  | −4 | 2   | Eliminată în Faza grupelor      |
| 10  | Bolivia   | 4  | 0 | 0 | 4 | 2  | 10 | −8 | 0   | Eliminată în Faza grupelor      |

### Premii
Următoarele premii au fost acordate la finalul turneului:
- Cel mai bun jucător:  BRA Neymar și  Lionel Messi
- Cel mai bun marcator:  Lionel Messi și  Luis Díaz (4 goluri fiecare)
- Cel mai bun portar:  Emiliano Martínez
- Premiul Fair Play:  BRA

### Echipa turneului
Echipa turneului a fost aleasă la finalul competiției:
| Portar            | Fundași                                                   | Mijlocași                               | Atacanți                      |
| ----------------- | --------------------------------------------------------- | --------------------------------------- | ----------------------------- |
| Emiliano Martínez | Mauricio Isla Cristian Romero Marquinhos Pervis Estupiñán | Rodrigo De Paul Casemiro Yoshimar Yotún | Lionel Messi Neymar Luis Díaz |